# Midori-ku (Sagamihara)
Pour les articles homonymes, voir Midori-ku.
Midori (緑区, Midori-ku) est l'un des trois arrondissements de la ville de Sagamihara, dans la préfecture de Kanagawa au Japon. Il est situé à l'ouest de la ville.
En 2016, sa population est de 173 606 habitants pour une superficie de 253,68 km2, ce qui fait une densité de population de 684 hab./km2.

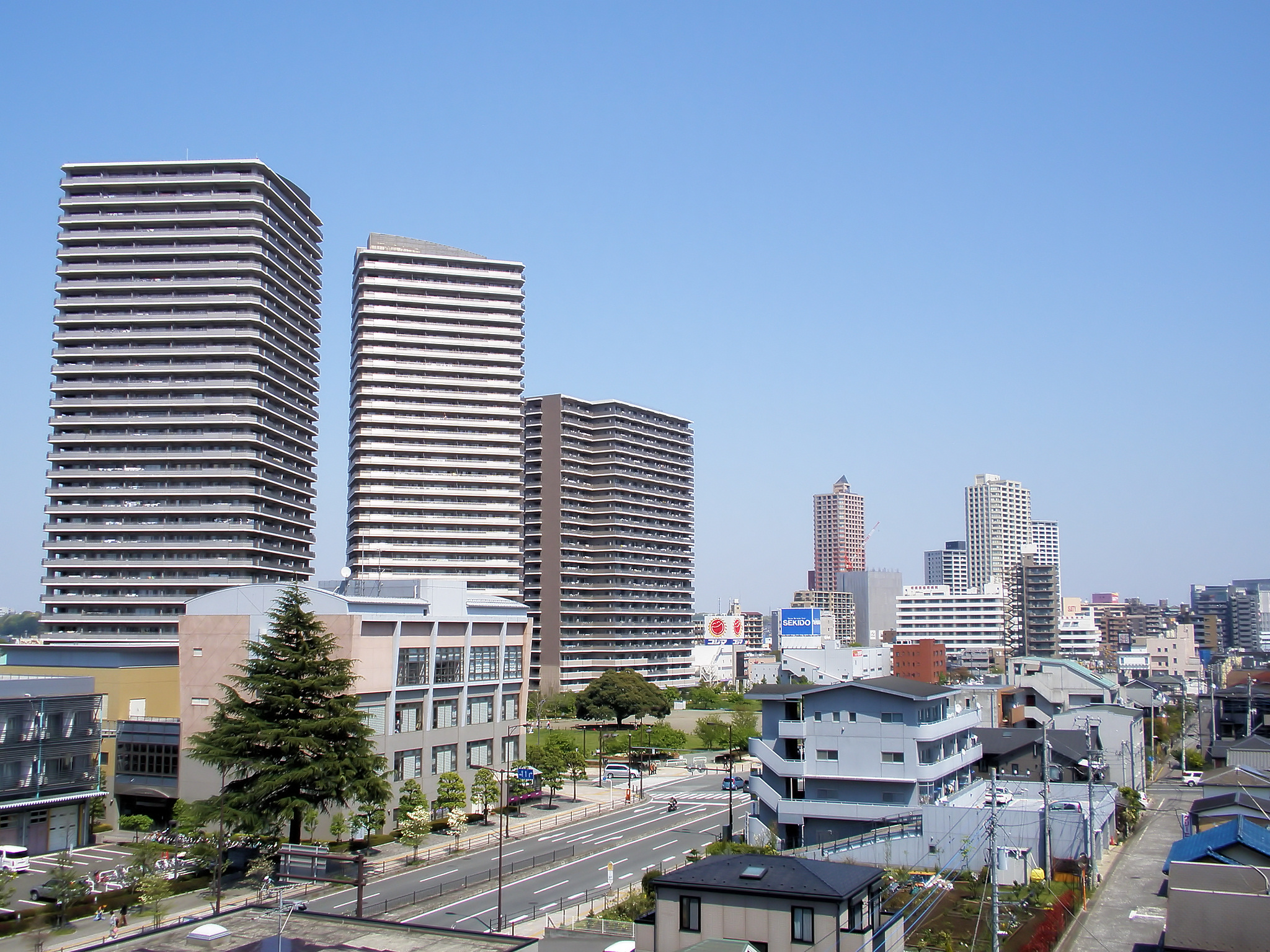
Le quartier de Hashimoto à Midori-ku.

## Histoire
L'arrondissement a été créé le 1er avril 2010 lorsque Sagamihara est devenue une ville désignée par ordonnance gouvernementale. 

## Transport publics
L'arrondissement est desservi par les lignes Yokohama et Sagami de la compagnie JR East, ainsi que par la ligne Sagamihara de la compagnie Keiō. La gare de Hashimoto est la gare principale de l'arrondissement.